# Llengües bakor
Les llengües bakor són un continu dialectal que pertany a la sub-família de les llengües Ekoi, que formen part de les llengües bantus.
Les llengües que en formen part són l'abanyom, l'efutop, l'ekajuk, l'nde-nsele-nta, l'nkem-nkum i l'nnam.